# Steinstraße 38

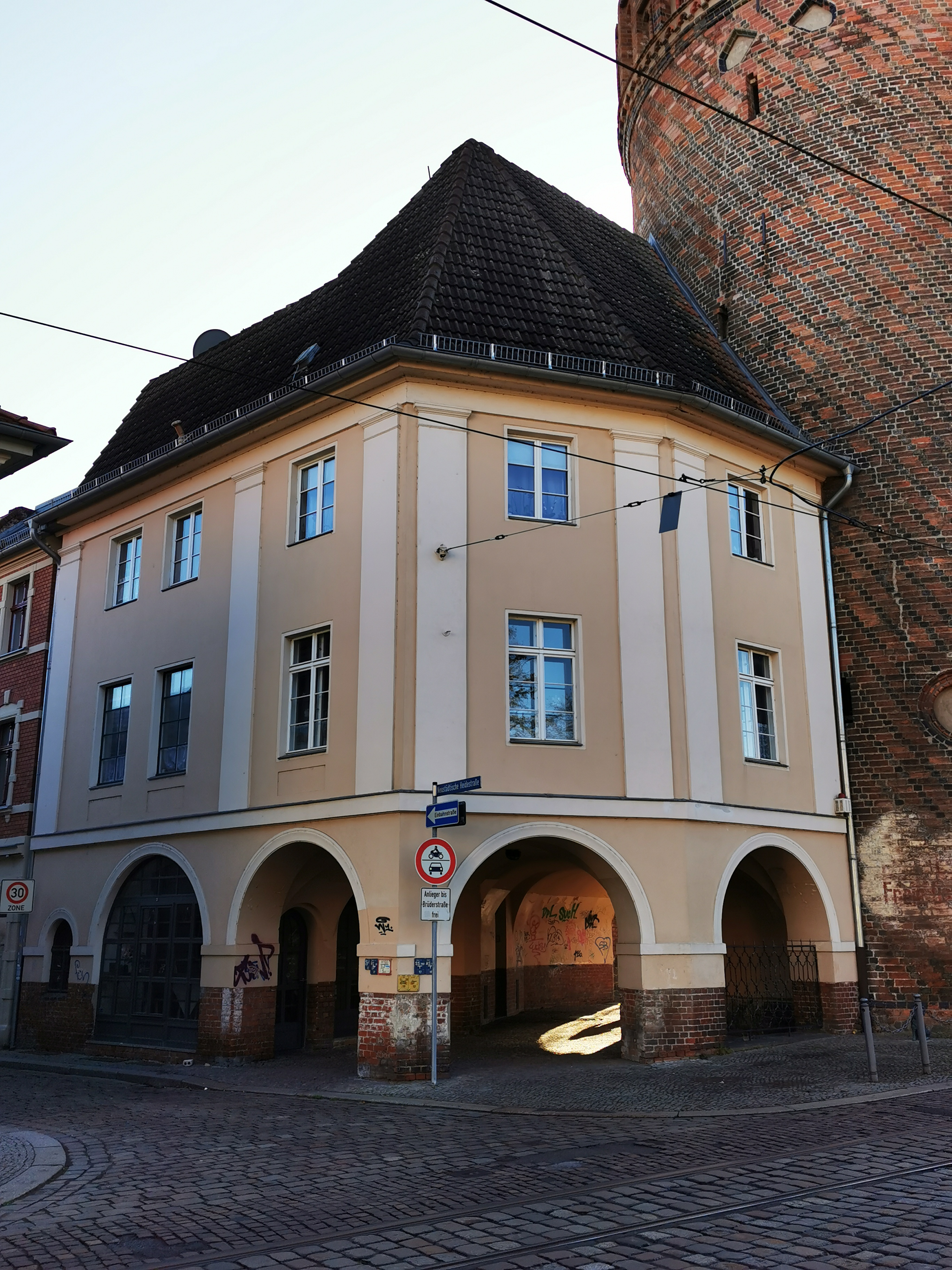
Gebäudeecke Steinstraße/Neustädtische Heidestraße

Das Wohn- und Geschäftshaus Steinstraße 38 ist ein denkmalgeschütztes Gebäude in der Neustadt von Brandenburg an der Havel.

## Beschreibung
Das dreigeschossige Gebäude befindet sich an der Straßenecke Steinstraße/Neustädtische Heidestraße und schmiegt sich mit seiner Südseite teils an den Steintorturm, einen mittelalterlicher Torturm, an. Der Putzbau auf einem unregelmäßigen Grundriss mit einem abgewalmten Dach wurde 1911 nach einem Entwurf von Erich Blunck errichtet. Im Erdgeschoss befindet sich eine Fußgängerpassage, die zur Straße hin mit Rundbogenarkaden geöffnet ist und überwölbt wird. Diese Passage gestattet es Fußgängern, den bis an die Fahrbahn heranreichenden Steintorturm zu passieren, ohne die Straße überqueren zu müssen.
Die Fassade des Gebäudes ist in historisierenden Formen gestaltet. Die Obergeschosse sind durch Lisenen gegliedert, während die Fassade zum Brandenburger Stadtkanal ziegelsichtig ist. Blunck griff mit seinem Entwurf Motive eines kleineren Vorgängerbaus aus der zweiten Hälfte des 18. Jahrhunderts auf.